# Declan Kearney
Declan Kearney (nascut el 19 de desembre de 1964) és un polític irlandès del Sinn Féin que va ser elegit com a membre (MLA) de l'Assemblea d'Irlanda del Nord per representar la circumscripció de South Antrim a les eleccions de 2016.
Originari d'Antrim, és fill d'Oliver i Brigid (de soltera Totten) Kearney. Vivia a Derry en el moment de la seva elecció.
Abans de la seva elecció, Kearney va exercir com a president nacional del Sinn Féin, en la qual cosa es va disculpar "per totes les vides perdudes durant els problemes". El seu germà, Ciarán Kearney, marit de Jane (de soltera Donaldson), és el gendre del difunt voluntari de l'Exèrcit Republicà Irlandès Provisional i polític del Sinn Féin Denis Donaldson, que va ser assassinat prop de Glenties al comtat de Donegal després d'haver estat exposat com un agent britànic.